# Jutka Rona
Jutka Rona (Judit Anna Róna) (Boedapest, Hongarije, 1 mei 1934 – Amsterdam, 5 maart 2016) was een Nederlands fotografe en fotojournaliste van Hongaarse afkomst. Van 1974 tot 2003 was Rona eigenares van het fotoagentschap ABC Press.

## Biografie
Jutka Rona werd in Boedapest geboren als dochter van Imre Rona (1903-1974) en Erzsébet Kármán (1902-1997). Haar vader, die journalist en fotograaf was, verliet Boedapest in 1934 om politieke redenen. Hij vestigde zich in Amsterdam. Zijn echtgenote en twee dochters volgden hem in 1936. Jutka Rona groeide op in Amsterdam. Tijdens de oorlogsjaren moest het gezin onderduiken. In 1951 slaagde Rona voor het gymnasium bèta. Rona had in de jaren zestig een acht jaar durende relatie met schrijver, acteur en regisseur Dimitri Frenkel Frank, met wie zij twee kinderen kreeg. Rona en Frenkel Frank hadden elkaar ontmoet op de set van de sinterklaasfilm Makkers, staakt uw wild geraas, van Fons Rademakers (1960). 

## Fotografie
Rona deed de tweejarige schriftelijke cursus fotojournalistiek van de Fotovakschool in Den Haag. Zij legde zich toe op sociale fotografie. Rona werkte als film- en theaterfotografe. De eerste productie waarvoor zij film stills maakte was Fanfare van Bert Haanstra (1958). Rona maakte daarnaast portretten, straatfoto’s en reisreportages. Zij fotografeerde acteurs, artiesten, schrijvers en politici, onder wie Jayne Mansfield, Kirk Douglas, Ellen Vogel, Jan Wolkers, Willem Frederik Hermans, Harry Mulisch en Dries van Agt. Rona publiceerde diverse fotoboeken. In 2000 publiceerde zij het boek Denkbeeldig leven. Hongaars fotoalbum (Amsterdam, Thomas Rap). Voor dit boek fotografeerde zij het dagelijks leven van acht vrouwen en mannen in Hongarije, als antwoord op de vraag hoe haar leven eruit zou kunnen hebben gezien als zij daar was blijven wonen. Rona was lid van de GKf en beroepsorganisatie DuPho.
Het archief van Jutka Rona is ondergebracht bij het Maria Austria Instituut in Amsterdam. Een selectie van haar werk is te zien op de website van Hollandse Hoogte.

## ABC Press
Imre Rona richtte in 1937 fotobureau ABC Press op. Het Amsterdamse fotopersbureau vertegenwoordigde buitenlandse fotografen, onder wie Robert Capa en Henri Cartier-Bresson. Imre Rona leidde het fotoagentschap tot zijn overlijden in 1974. Na zijn overlijden nam Jutka Rona het fotoagentschap over. De dagelijkse leiding van ABC Press was in handen van directeur Ellen van de Graaf. ABC Press werd in 2003 opgeheven. Het archief is ondergebracht bij het Spaarnestad Fotoarchief in Haarlem, sinds 2011 in beheer bij het Nationaal Archief in Den Haag..